# Бузово кале
Бузово кале или Бузова крепост е ранновизантийска крепост, разположена по северните склонове на Сърнена Средна гора. В древността крепостта се е намирала на пътя между Крън и Боруй, контролирала е долината на река Тунджа и е предпазвала Казанлъшкото поле от атаки от юг.

## Местоположение
Бузовото кале се намира на юг от град Казанлък по склоновете на Средна гора, на 2 км югоизточно от село Бузовград. В северозападна посока се намира село Бузовград, взело името от крепостта. В непосредствена близост се намира древен мегалит, вероятно част от по-голямо култово съоръжение на тракийските племена, населявали района.

## Описание
Крепостта се намира на 566 метра н.в., има форма на неправилен четириъгълник и е обграждала пространство от 17 декара. Крепостните стени днес са разрушени почти напълно. Само на някои места личат останки от стената с височина до 3 – 3,5 м. Зидарията е от ломени камъни, споени с бял хоросан, смесен с парчета от тухли. От западната страна на крепостта стената е двойна. Южната стена е усилена с бойни кули. В най-високата част личат стени на наблюдателна кула, а в източната част има разкопани основи на сгради. На кота 566 също се е издигала кула. От нея са запазени руини с височина 3,50 м. Кулата е свързана с вътрешната западна стена. Към река Тунджа се е спускал подземен ходник за водоснабдяване. Крепостта е съществувала още през ранновизантийско време.
В района са откривани монети от Константин Велики и части от ранно-византийска керамика (тънкостенна, сиво-черна V – VІ век. и от Второто българско царство – ХІІ – ХІV в.).

## Легенда за превземането на крепостта от турците
Според една легенда в периода на османската инвазия по българските земи крепостта също бива обсадена. Населението от околността се скрило в нея, а обсадата продължила 7 месеца. Управител на крепостта бил Буз войвода. Седем месеца крепостта отбивала османските атаки, докато турското командване не прехвърлило от Албания Али паша. Той успял да плени едно дете и научил къде е изходът на тунела, чрез който защитниците на крепостта се снабдявали с вода и храна. Гладът и жаждата сломили хората на Буз войвода. Войводата наредил скришом през нощта хората да напуснат крепостта и да се изтеглят в Средна гора.